# Модель чотирьох сторін

Графік моделі чотирьох сторін

Модель чотирьох сторін (також відома як комунікаційний квадрат або модель чотирьох вух) — це модель комунікації, запропонована в 1981 році німецьким психологом Фрідеманом Шульцем фон Туном. Згідно з цією моделлю, кожне повідомлення має чотири сторони, хоча на кожній з них може бути зроблено різний акцент. Чотири сторони повідомлення — це факт, саморозкриття, соціальні стосунки між відправником і одержувачем, а також бажання або потреба.

## Передумови
Модель чотирьох сторін, також відома як комунікаційний квадрат або модель чотирьох вух, — це комунікаційна модель, описана в 1981 році німецьким психологом Фрідеманом Шульцем фон Туном. Вона описує багатошарову структуру людських висловлювань. У ній фон Тун поєднав ідею постулату (другої аксіоми) психолога Пауля Вацлавика, про те, що кожне повідомлення містить зміст і реляційні аспекти з трьома сторонами моделі Органону Карла Бюлера, що кожне повідомлення може розкрити щось про відправника, одержувача і розглядаємий запит. Ці моделі є частиною лінгвістичної теорії мовленнєвого акту.

## Чотири сторони спілкування
За Шульца фон Туна
- Фактичний рівень містить твердження, які є реальними фактами, такими як дані та факти, що є частиною повідомлення.
- У самовиявленні або саморозкритті мовець — навмисно чи ненавмисно — розкриває щось про себе, свої мотиви, цінності, емоції тощо.
- На рівні відносин мовець виражає, як відправник ладнає з одержувачем і що вони думають один про одного.
- Бажання або потреба містить прохання або бажання, пораду, інструкцію і, можливо, наслідки, яких мовець прагне.

Кожен шар повідомлення може бути неправильно зрозумілий сам по собі. Класичний приклад Шульца фон Туна — пасажир на передньому сидінні, який каже водієві: «Гей, на світлофорі зелене світло». Водій зрозуміє щось інше, залежно від того, яким вухом він почує, і відреагує по-різному. (На рівні матерії він зрозуміє «факт» «світлофор зелений», він також може зрозуміти це як «Давай, їдь! .» — «команда», або на рівні «стосунків» може почути допомогу на кшталт «Я хочу тобі допомогти, або якщо почує за цим: Я поспішаю — пасажир розкриває частину себе, „саморозкриваючись“.») Наголос на чотирьох шарах може мати різний зміст і також по-різному розумітися. Так, відправник може підкреслити привабливість висловлювання, а одержувач може отримати переважно частину повідомлення, що стосується стосунків. Це одна з головних причин непорозумінь.

### Фактичний рівень
Фактичний рівень містить те, про що відправник хоче повідомити: На фактичному рівні відправник новини надає дані, факти та інформаційні твердження. Завдання відправника — донести цю інформацію чітко і зрозуміло. Одержувач за допомогою «фактичного вуха» перевіряє, чи відповідає повідомлення критеріям істинності (правда/неправда) або релевантності (доречно/недоречно), а також повноти (задовольняє/щось треба додати). У добре скоординованій команді це зазвичай відбувається без проблем.

### Рівень саморозкриття
Рівень саморозкриття містить те, що відправник хотів би розповісти про себе; він містить інформацію про відправника. Він може складатися як зі свідомого самовираження, так і з ненавмисного саморозкриття, яке не усвідомлюється відправником (див. також вікно Джохарі). Таким чином, кожне повідомлення стає інформацією про особистість відправника. Саморозкриваюче вухо одержувача сприймає, яка інформація про відправника прихована в повідомленні.

### Рівень стосунків
Рівень стосунків виражає, як відправник ладнає з одержувачем і що він думає і відчуває про одержувача. Залежно від того, як відправник розмовляє з одержувачем (спосіб вираження, мова тіла, інтонація…), відправник виражає повагу, повагу, дружелюбність, незацікавленість, презирство або щось інше. відправник може висловити те, що він думає про одержувача (ти-висловлювання), і те, як вони ладнають (ми-висловлювання). Залежно від того, яке повідомлення одержувач чує вухом стосунків, він відчуває себе або пригніченим, або прийнятим, або під опікою. Хороша комунікація відрізняється взаємною вдячністю.

### Рівень апеляції або рівень визнання провини
Звернення або бажання містить те, що відправник хоче, щоб одержувач зробив або подумав. За словами фон Туна, той, хто щось стверджує, також на щось вплине. Це звернення-повідомлення повинно змусити одержувача щось зробити або залишити щось незробленим. Спроба вплинути на когось може бути менш чи більш відкритою (порада) чи прихованою (маніпуляція). З «апеляційним слухом» приймаючий запитує себе: «Що мені робити, думати чи відчувати зараз?» Наприклад: «Діти дуже привабливі для матерів. Мама! Туфлі… Так! Я зараз прийду, щоб їх тобі одягнути».
Заклик або бажання містить те, що відправник хоче, щоб одержувач зробив або подумав. За словами фон Туна, той, хто щось стверджує, також на щось впливає. Цей заклик-повідомлення повинен змусити одержувача щось зробити або залишити щось незробленим. Спроба вплинути на когось може бути більш-менш відкритою (порада) або прихованою (маніпуляція). За допомогою «вуха заклику» одержувач запитує себе: «Що я повинен робити, думати чи відчувати зараз?» Наприклад: «Матері дуже піддаються впливу дітей. Мамо! Туфлі …. Так! Я зараз прийду і взую їх для тебе».

## Приклад
Двоє людей разом їдять домашню їжу.
Той, хто не готував, каже: «В супі щось зелене».
Відправник:
| Фактичний рівень:     | Тут щось зелене.     |
| Рівень саморозкриття: | Я не знаю що це.     |
| Рівень стосунків:     | Ти маєш знати що це. |
| Рівень апеляції:      | Скажи мені що це!    |

Одержувач:
| Фактичний рівень:     | Тут щось зелене.                                                           |
| Рівень саморозкриття: | Ти не знаєш що це таке зелене, і це заставляє тебе почуватись некомфортно. |
| Рівень стосунків:     | Ти вважаєте, що моя їжа сумнівна.                                          |
| Рівень апеляції:      | Надалі я маю готувати тільки те що ти знаєш!                               |

Другий відповідає: «Якщо тобі не подобається смак, можеш приготувати сам».